# 橘田貴充
橘田 貴充（きつだ たかみつ、1977年1月22日 - ）は、日本の弁護士（登録番号:56866、東京弁護士会所属）、橘田法律事務所代表。コメンテーター。

## 経歴
平成07年03月　東海大学付属相模高等学校　卒業
平成12年09月　東海大学工学部応用物理学科　卒業
平成20年03月　駿河台大学法科大学院　修了
平成28年09月　司法試験　合格
平成29年11月　最高裁判所司法研修所（東京地方裁判所配属） 修了
平成30年10月　タイ　チュラーロンコーン大学文学部CTFL　入学
令和02年01月　橘田法律事務所　開設

令和02年04月　タイ　チュラーロンコーン大学文学部CTFL　修了

## 出演
- 出会いを繋ぐ推薦状[3]（ワロップ放送局　2020年9月24日）
- かながわSHOWTIME[4]（テレビ神奈川　2021年8月6日）